# Theope barea
Theope barea är en fjärilsart som beskrevs av Frederick DuCane Godman och Osbert Salvin 1878. Theope barea ingår i släktet Theope och familjen Riodinidae. Inga underarter finns listade i Catalogue of Life.